# Hissmofors

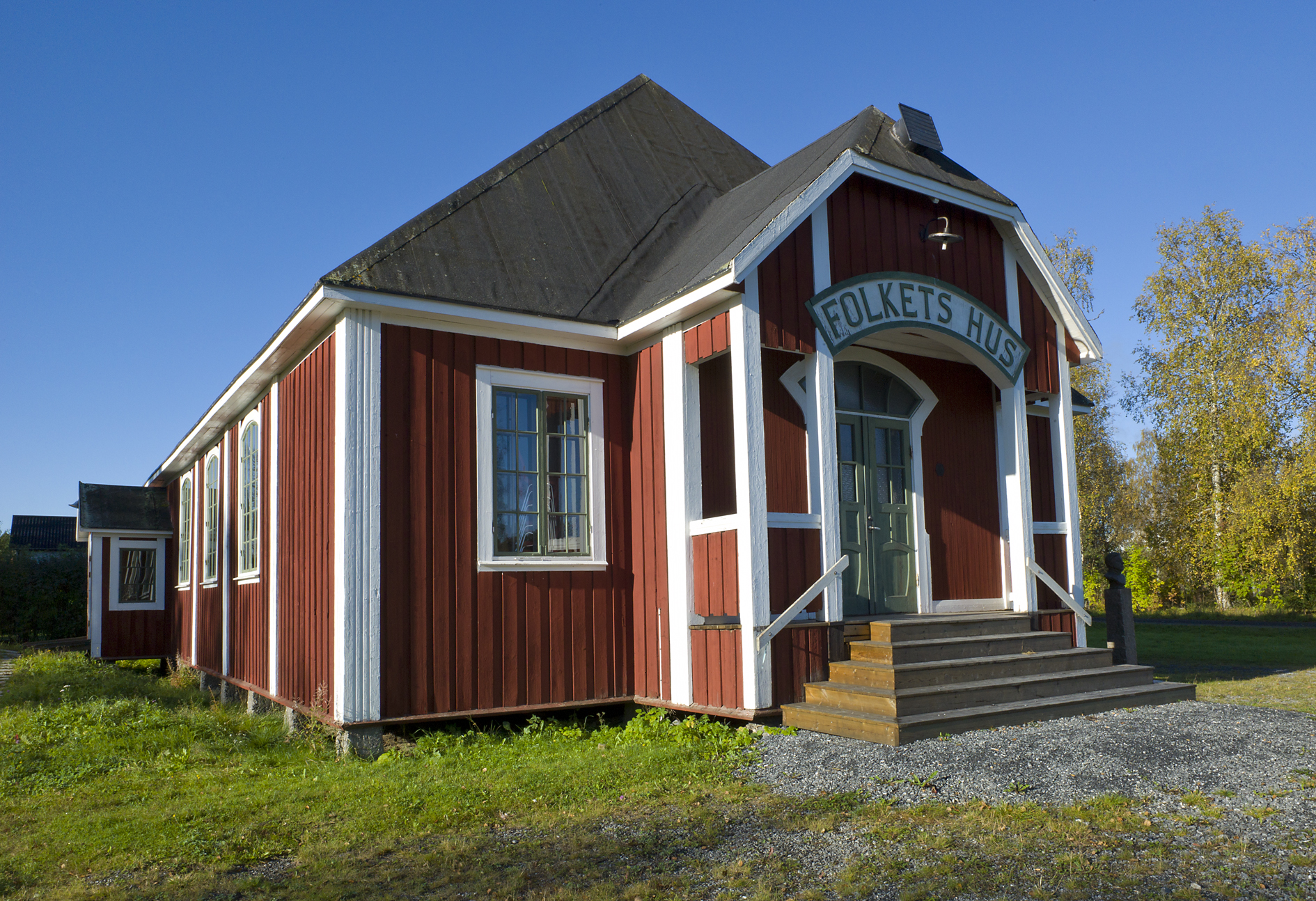
Folkets hus

Hissmofors är en tätort öster om Indalsälven och söder om centrala Krokom i Rödöns distrikt (Rödöns socken), Krokoms kommun, Jämtland (Jämtlands län). Samhället räknades före 2015 som en del av tätorten Krokom.

## Historia
I Hissmofors, som ligger vid Hissmoforsen (Indalsälven), byggdes i slutet av 1800-talet ett kraftverk, massafabrik och sågverk. Kring dessa industrier växte ett samhälle fram. 
De stora förändringarna började 1963, då det gamla bruksbolaget Hissmofors AB köptes av skogsindustrikoncernen NCB. Kraftverket såldes till ÖEAB, nuvarande Jämtkraft. När NCB lade ner sulfitfabriken 1978, kom skådespelaren Allan Edwall, uppväxt i Hissmofors, att engagera sig i samhällets överlevnad. Bland annat var han med och räddade Folkets hus, som riskerades att rivas. Idag är byggnaden renoverad och byggnadsminnesmärkt. 
Sågverket och hyvleriet är fortfarande i drift och har 2006 omkring 50 anställda. Camforegruppen var ägare till sågverket i över 20 år, men efter att det förvärvats av ett dotterbolag till Skogsägarna Norrskog ekonomisk förening 2004 ingår det i Norrskog Wood Products AB. Omsättningen 2005 var 260 miljoner kronor. 
Hissmofors ligger vid järnvägen mellan Östersund och Storlien och fungerande som järnvägsstation från 1938 till den 2 maj 1966.

### Befolkningsutveckling
| Befolkningsutvecklingen i Hissmofors 2015–2020               | Befolkningsutvecklingen i Hissmofors 2015–2020 | Befolkningsutvecklingen i Hissmofors 2015–2020 | Befolkningsutvecklingen i Hissmofors 2015–2020 | Befolkningsutvecklingen i Hissmofors 2015–2020 |
| ------------------------------------------------------------ | ---------------------------------------------- | ---------------------------------------------- | ---------------------------------------------- | ---------------------------------------------- |
|                                                              |                                                |                                                |                                                |                                                |
| År                                                           |                                                |                                                | Folkmängd                                      | Areal (ha)                                     |
| 2015                                                         | 2015                                           |                                                | 308                                            | 110                                            |
| 2020                                                         | 2020                                           |                                                | 298                                            | 115                                            |
| Anm.: Ny tätort 2015, var tidigare en del av tätorten Krokom |                                                |                                                |                                                |                                                |

## Personer från orten
Skådespelaren Allan Edwall var född i  Hissmofors.